# Wario Land: Super Mario Land 3
Wario Land: Super Mario Land 3 est un jeu vidéo de plates-formes sorti en 1994 sur Game Boy. Le jeu a été développé et édité par Nintendo. Wario Land est le troisième jeu de la série Super Mario Land. Pour cet épisode, Wario vole la vedette à Mario.

## Scénario
Peu après sa défaite contre Mario, Wario continue de rêver de posséder un grand château. Ayant entendu la rumeur de l'or appartenant aux pirates de l'Île-Cuisine, et n'écoutant que sa cupidité, il décide de se lancer à l'assaut des brigands, leur voler leur argent et leur trésor, afin de se payer le château de ses rêves.

## Système de jeu

### Généralités
En comparaison avec les premiers opus de Super Mario Land, Wario est capable de se métamorphoser en portant différentes coiffes. Sa forme usuelle est Wario, capable de charger sur ses adversaires et détruire des blocs. Lorsqu'il est blessé, il devient Wario Minus, de taille plus petite, incapable de charger (il peut toutefois toujours bondir, sauter sur ses adversaires et les attraper une fois étourdis). Le joueur peut trouver différentes coiffes qui lui permet d'acquérir de nouveaux pouvoirs :
- Le Taureau : avec ses cornes de Taureau, Wario possède une charge plus puissante, et peut écraser le sol, créant une onde de choc. Il peut également s'accrocher au plafond temporairement (et se déplacer si le plafond est un tapis roulant).
- L'Avion : la charge de Wario lui permet de voler un court instant et de passer au-dessus des précipices. Un timing maîtrisé permet à Wario de succéder plusieurs séquences de vol et parfois survoler tout le niveau. Il peut également grâce à ce pouvoir se déplacer plus facilement dans l'eau.
- Le Dragon : la coiffe de Wario crée une traînée de flammes permettant de détruire ennemis et obstacles. Il peut également être utilisé sous l'eau[2].

Il existe un autre objet : la gousse d'ail retransformant Wario minus en Wario (attraper une gousse d'ail en Wario normal le transforme en Wario Taureau ; être blessé en Wario ou en portant une coiffe retransforme Wario en Wario minus.)
Contrairement aux premiers opus de Mario, l'argent ne sert pas à acheter des vies, mais sert bien comme trésor. Les vies sont des bonus distincts, représentés sous forme de cœurs (1 cœur vaut 10, et éliminer un ennemi permet de gagner 1 dixième de cœur).
Certains gros blocs contiennent un gros cœur valant 3 vies, ou une grosse pièce valant 100 pièces.

### Niveaux
Il y a 7 zones en tout dans le jeu, dont 6 sont obligatoires.
L'aventure commence à Rice Beach où le joueur découvre les principes de base. Le boss est un Koopa Troopa avec des piques. Mount Teapot, volcan à l'apparence d'une théière, est la deuxième zone du jeu. Ici, le boss, un minotaure, est dans un couvercle flottant inventé par l'armée de Syrup. Pour le battre, il faut l'envoyer dans la lave. La montagne glacée de Sherbet Land est la 3e zone du jeu. Cette zone est accessible par une entrée secrète et n'est donc pas obligatoire. Le boss est un pingouin boxeur et, pour le battre, il faut lui sauter trois fois sur la tête en enlevant son chapeau piquant. Stove Canyon est un canyon rempli de la lave du Mount Teapot, le boss est une grande tête détruisant avec sa langue les pierres qui protègent le joueur de lave mortelle. Il lance des pierres volcaniques avec son nez. Pour le battre, il faut lui en envoyer trois. S.S. Tea Cup est un bateau de l'armée de Syrup. Le boss est un grand oiseau qui envoie des petits oiseaux sur le joueur. La zone de Parsley Woods' est une forêt parcouru par un chemin de fer, qui oblige le joueur à faire des niveaux dans des trains ou des chariots, généralement avec un gameplay en scrolling forcé. Le boss est un fantôme, qui lance des petits fantômes sur le joueur. La zone finale, Syrup Castle, est le Quartier Général des ennemis. Les boss sont le Capitaine Syrup, déguisé en chevalier, accompagnée de son génie. Quand Wario bat les deux, il trouve une statue de la princesse Peach. Mario arrive dans un hélicoptère, prend la statue et s'en va en saluant Wario.

### Argent et fin de jeu
L'argent obtenu au cours du jeu permettra à Wario d'acheter le château digne de ses rêves. En chaque fin de niveau, Wario peut participer à des jeux pour gagner des vies ou plus d'argent (il peut également perdre de l'argent). Il totalise dans sa cagnotte l'argent qu'il vient de gagner avant de revenir sur la carte.
Dans certains niveaux, Wario peut également trouver des trésors sous forme d'artefact. Il doit pour cela découvrir une clé cachée ainsi qu'une porte fermée, dans laquelle se trouve un coffre.
Lorsqu'il termine son aventure, Wario finit par totaliser l'ensemble de son or (en convertissant les trésors en pièces d'or). Il obtient un domicile dont le confort et la taille varient selon l'or accumulé (par exemple une maison-arbre, un château ou, avec 99999 pièces, une planète avec la tête de Wario gravée dessus). Le joueur est donc invité à continuer le jeu après l'avoir terminé une première fois (s'il n'a pas le maximum d'or à la fin sinon l'inscription « Perfect game! » apparaît), à la recherche de plus d'or et de trésors, afin d'obtenir la plus grande des récompenses.

## Équipe de développement
- Directeurs : Takehiko Hosokawa, Hiroji Kiyotake
- Programmeurs : Isao Hirano, Yoshinori Katsuki, Yuzuru Ogawa, Masaru Yamanaka
- Graphic Designers : Takehiko Hosokawa, Hiroji Kiyotake, Kenichi Sugino
- Compositeur musiques : Kozue Ishikawa, Ryohji Yoshitomi
- Producteurs : Gunpei Yokoi[3]

## Réédition
Wario Land: Super Mario Land 3 est réédité sur la console virtuelle de la Nintendo 3DS le 14 décembre 2011 au Japon, le 16 février 2012 en Europe, et le 26 juillet 2012 aux États-Unis.

## Réception
Wario Land: Super Mario Land 3 a reçu des critiques plutôt positives. Le jeu a une note de 83 % sur le site agrégateur GameRankings. Marcel van Duyn, de nintendolife, note le jeu 9 sur 10 et écrit que c'est un des meilleurs jeux de plates-formes de la Game Boy. Travis Fahs, de IGN, le note 7,8 sur 10 et trouve qu'il y a un univers cohérent, des graphismes bons pour l'époque, mais que c'est un jeu très facile.